# Ridgewood
Ridgewood é uma vila localizada no estado americano de Nova Jérsei, no Condado de Bergen.

## Demografia
Segundo o censo americano de 2000, a sua população era de 24.936 habitantes.
Em 2006, foi estimada uma população de 24.639, um decréscimo de 297 (-1.2%).

## Geografia
De acordo com o United States Census Bureau tem uma área de
15,1 km², dos quais 15,0 km² cobertos por terra e 0,1 km² cobertos por água.

## Localidades na vizinhança
O diagrama seguinte representa as localidades num raio de 8 km ao redor de Ridgewood.